# Semiothisa tenuilinea
Semiothisa tenuilinea är en fjärilsart som beskrevs av W. Warren 1900. Semiothisa tenuilinea ingår i släktet Semiothisa och familjen mätare. Inga underarter finns listade i Catalogue of Life.